# Donna Fraser
Donna Fraser, född 7 november 1972, är en brittisk friidrottare (kortdistans).
Frasers främsta individuella merit är fjärdeplatsen på OS 2000 på 400 meter. Hon har även ingått i det brittiska stafettlag som tagit brons vid både EM 1998 och VM 2005.

## Personliga rekord
- 200 meter - 23,05
- 400 meter - 49,79